# Holstein Kiel in het seizoen 2023/24
Het seizoen 2023/24 was het zevende achtereenvolgende seizoen van de Duitse voetbalclub Holstein Kiel in de 2. Bundesliga. Kiel eindigde op de 2e plaats en promoveerde daardoor voor de eerste keer in haar bestaan naar de Bundesliga. In de DFB-Pokal werd Kiel in de tweede ronde na strafschoppen uitgeschakeld door 1. FC Magdeburg.

## Selectie

### Spelers
| Nr.                        | Naam                   | Nationaliteit | Contract | Vorige club          |
| -------------------------- | ---------------------- | ------------- | -------- | -------------------- |
| Doelmannen                 |                        |               |          |                      |
| 1                          | Timon Weiner           | Duitsland     | 2027     | Schalke 04           |
| 21                         | Thomas Dähne           | Duitsland     | 2026     | Wisła Płock          |
| 31                         | Marcel Engelhardt      | Duitsland     | 2025     | FSV Zwickau          |
| Verdedigers                |                        |               |          |                      |
| 2                          | Mikkel Kirkeskov       | Denemarken    | 2024     | Zaglebie Lubin       |
| 3                          | Marco Komenda          | Duitsland     | 2026     | SV Meppen            |
| 5                          | Carl Johansson         | Zweden        | 2026     | IFK Göteborg         |
| 17                         | Timo Becker            | Duitsland     | 2025     | Schalke 04           |
| 18                         | Tom Rothe              | Duitsland     | 2024     | Borussia Dortmund    |
| 23                         | Lasse Rosenboom        | Duitsland     | 2026     | Werder Bremen        |
| 34                         | Colin Kleine-Bekel     | Duitsland     | 2026     | Holstein Kiel II     |
| Middenvelders              |                        |               |          |                      |
| 4                          | Patrick Erras          | Duitsland     | 2024     | Werder Bremen        |
| 6                          | Marko Ivezić           | Servië        | 2027     | Voždovac             |
| 8                          | Finn Porath            | Duitsland     | 2026     | Hamburger SV         |
| 10                         | Lewis Holtby           | Duitsland     | 2025     | Blackburn Rovers     |
| 15                         | Marvin Schulz          | Duitsland     | 2025     | FC Luzern            |
| 16                         | Philipp Sander         | Duitsland     | 2027     | Holstein Kiel II     |
| 22                         | Nicolai Remberg        | Duitsland     | 2026     | Preußen Münster      |
| 32                         | Jonas Sterner          | Duitsland     | 2026     | Holstein Kiel –19    |
| Aanvallers                 |                        |               |          |                      |
| 7                          | Steven Skrzybski       | Duitsland     | 2026     | Schalke 04           |
| 9                          | Benedikt Pichler       | Oostenrijk    | 2025     | Austria Wien         |
| 11                         | Alexander Bernhardsson | Zweden        | 2027     | IF Elfsborg          |
| 13                         | Shuto Machino          | Japan         | 2027     | Shonan Bellmare      |
| 19                         | Hólmbert Friðjónsson   | IJsland       | 2024     | Brescia              |
| 20                         | Jann-Fiete Arp         | Duitsland     | 2026     | FC Bayern München II |
| 27                         | Joshua Mees            | Duitsland     | 2024     | Jahn Regensburg      |
| Bijgewerkt tot 14 mei 2024 |                        |               |          |                      |

| # | Reden                            |
| - | -------------------------------- |
|   | Speelt op huurbasis bij de club. |

### Technische Staf
| Naam                       | Nationaliteit | Functie           | Contract | Vorige club         |
| -------------------------- | ------------- | ----------------- | -------- | ------------------- |
| Marcel Rapp                | Duitsland     | Hoofdtrainer      | 2026     | TSG 1899 Hoffenheim |
| Dirk Bremser               | Duitsland     | Assistent-trainer | 2026     | Hamburger SV        |
| Alexander Hahn             | Kroatië       | Assistent-trainer | 2026     | Greuther Fürth      |
| Patrik Borger              | Duitsland     | Keeperstrainer    | 2026     | Holstein Kiel II    |
| Niklas Jakusch             | Duitsland     | Keeperstrainer    | 2025     | Eckernförder SV     |
| Bijgewerkt tot 14 mei 2024 |               |                   |          |                     |

## Transfers
Holstein Kiel contracteerde elf spelers dit seizoen waarvan Tom Rothe de enige was die werd gehuurd. De rest van de aanwinsten kwamen onder contract bij Kiel te staan. Vijftien spelers verlieten de Noord-Duitse club. Hiervan werden twee spelers om meer speelminuten op te doen tijdelijk bij een andere club ondergebracht. Zo werd Kwasi Wriedt aan het begin van het seizoen verhuurd aan VfL Osnabrück. In de winter maakte de net aangetrokken Ba-Muaka Simakala voor half jaar de overstap naar 1. FC Kaiserslautern.

### Zomer
Holstein Kiel zag in de aanloop naar het nieuwe seizoen een tweetal belangrijke spelers de club verlaten. Aanvoerder Hauke Wahl maakte de overstap naar FC St. Pauli. Daarnaast besloot routinier Fin Bartels na een lange carrière waarin hij onder andere 137 wedstrijden speelde voor Kiel bij de amateurs te gaan voetballen. Ter vervanging werden in de zomer onder andere de Japanse centrumspits Shuto Machino en de Zweedse centrale verdediger Carl Johansson aan de selectie toegevoegd. De club koos daarnaast voor de jeugd door onder andere Colin Kleine-Bekel de overstap vanuit de eigen jeugd naar de eerste selectie te laten maken.

#### Aangetrokken 2023/24
| Nat.               | Naam               | Van               | Bijzonderheden |
| ------------------ | ------------------ | ----------------- | -------------- |
| Vlag van Duitsland | Colin Kleine-Bekel | Holstein Kiel II  |                |
| Vlag van Servië    | Marko Ivezić       | Voždovac          |                |
| Vlag van Duitsland | Nicolai Remberg    | Preußen Münster   |                |
| Vlag van Zweden    | Carl Johansson     | IFK Göteborg      |                |
| Vlag van Japan     | Shuto Machino      | Shonan Bellmare   |                |
| Vlag van Duitsland | Ba-Muaka Simakala  | VfL Osnabrück     | Transfervrij   |
| Vlag van Duitsland | Lasse Rosenboom    | Werder Bremen II  | Transfervrij   |
| Vlag van Duitsland | Marcel Engelhardt  | FSV Zwickau       | Transfervrij   |
| Vlag van Duitsland | Tom Rothe          | Borussia Dortmund | Huur           |

#### Vertrokken 2023/24
| Nat.                | Naam                 | Naar                        | Bijzonderheden |
| ------------------- | -------------------- | --------------------------- | -------------- |
| Vlag van Ghana      | Kwasi Wriedt         | VfL Osnabrück               | Verhuurd       |
| Vlag van Duitsland  | Ahmet Arslan         | 1.FC Magdeburg              |                |
| Vlag van Duitsland  | Hauke Wahl           | FC St. Pauli                | Transfervrij   |
| Vlag van Duitsland  | Simon Lorenz         | FC Ingolstadt               | Transfervrij   |
| Vlag van Duitsland  | Alexander Mühling    | SV Sandhausen               | Transfervrij   |
| Vlag van Denemarken | Mikkel Kirkeskov     | Zaglebie Lubin              | Transfervrij   |
| Vlag van Duitsland  | Fin Bartels          | Eidertal                    | Transfervrij   |
| Vlag van Duitsland  | Stefan Thesker       | St. Pölten                  | Transfervrij   |
| Vlag van Duitsland  | Marcel Benger        | SC Verl                     | Transfervrij   |
| Vlag van Duitsland  | Julian Korb          | Borussia Mönchengladbach II | Transfervrij   |
| Vlag van Duitsland  | Noah Awuku           | Eintracht Norderstedt       | Transfervrij   |
| Vlag van Servië     | Aleksandar Ignjovski |                             | Gestopt        |
| Vlag van Duitsland  | Robin Himmelmann     |                             | Geen club      |

### Winter
Vanwege blessures van Fiete Arp en Benedikt Pichler werd in januari de Zweedse centrumspits Alexander Bernhardsson van IF Elfsborg tot 2027 vastgelegd. Daarnaast keerde de Deen Mikkel Kirkeskov na een kort verblijf bij het Poolse Zaglebie Lubin terug om als extra optie in de verdediging te kunnen functioneren.

#### Aangetrokken 2023/24
| Nat.                | Naam                   | Van            | Bijzonderheden |
| ------------------- | ---------------------- | -------------- | -------------- |
| Vlag van Zweden     | Alexander Bernhardsson | IF Elfsborg    |                |
| Vlag van Denemarken | Mikkel Kirkeskov       | Zaglebie Lubin |                |

#### Vertrokken 2023/24
| Nat.               | Naam              | Naar                 | Bijzonderheden |
| ------------------ | ----------------- | -------------------- | -------------- |
| Vlag van Duitsland | Ba-Muaka Simakala | 1. FC Kaiserslautern |                |

## Samenvatting seizoen

### Voorbereiding
Holstein Kiel speelde in de voorbereiding zeven wedstrijden waarvan er zes werden gewonnen. Op 26 juni werd de eerste training afgewerkt. De eerste twee wedstrijden tegen amateurs werden gewonnen. Kort daarop volgde tegen Hannover 96 de eerste serieuze test welke met 1-2 werd verloren. Op 9 juli vertrok de selectie voor een negendaagse trainingskamp naar Oostenrijk. Er werd geoefend tegen 1. FC Slovácko en Austria Lustenau. Beide wedstrijden werden gewonnen. Als laatste volgde een afsluitende oefenwedstrijd tegen 1. FC Union Berlin uit de Bundesliga welke in Berlijn met 1-2 werd gewonnen. Vlak voor het begin van de competitie maakte trainer Marcel Rapp bekend dat Philipp Sander zijn nieuwe aanvoerder werd voor het komende seizoen.

### Eerste seizoenshelft
Met overwinningen op Eintracht Braunschweig en Greuther Fürth kende Holstein Kiel een goede start van de competitie. In de derde competitieronde liep de ploeg tegen haar eerste nederlaag van het seizoen aan tijdens de met 2-4 verloren thuiswedstrijd tegen 1. FC Magdeburg. In de vierde competitieronde besloot Marcel Rapp om zijn vaste doelman Thomas Dähne te vervangen door Timon Weiner. In de zesde competitieronde kreeg men in de met 5-1 verloren uitwedstrijd tegen FC St. Pauli een forse nederlaag te verwerken. Door deze uitslag zakte men weg uit de top-3. Na onder andere een 4-2 overwinning op Hamburger SV in de dertiende competitieronde kwam de ploeg weer terug op de derde plaats. De laatste vier wedstrijden voor de winterstop werden gewonnen waardoor de ploeg het jaar 2023 met een record aantal punten op de eerste plaats afsloot.

### Tweede seizoenshelft
Holstein Kiel kwam moeizaam uit de startblokken na de winterstop. De eerste twee wedstrijden tegen Eintracht Braunschweig en Greuther Fürth werden beide met 2-1 verloren. Gevolgd door een 1-1 gelijkspel in de uitwedstrijd tegen 1. FC Magdeburg. Op 11 februari werd met een 1-0 overwinning in de thuiswedstrijd tegen Schalke 04 voor de eerste keer gewonnen in 2024. Het lek was nog niet boven want er volgde daarop een 3-4 thuisnederlaag tegen naaste concurrent voor de titel FC St. Pauli en een gelijkspel in Berlijn tegen Hertha BSC. Vanwege de slechte resultaten van de concurrentie bleef Holstein Kiel in de top 3. Vanaf de 25e competitieronde werd 6x op rij gewonnen waarbij geen enkel tegendoelpunt viel te noteren. Het meest in het oog sprong de 0-1 overwinning in het Volksparkstadion op naaste concurrent Hamburger SV. In de week erna werd thuis met 1-3 verloren van 1. FC Kaiserslautern. Holstein Kiel herpakte zich en was één wedstrijd voor het einde van het seizoen zeker van promotie naar de Bundesliga. Dit betekende dat ze voor het eerst in hun bestaan uit zullen gaan komen op het hoogste niveau in Duitsland. Kiel eindigde uiteindelijk met 68 punten op de tweede plaats. Eén punt minder dan kampioen FC St. Pauli.

### DFB-Pokal
In de eerste ronde moest Holstein Kiel tegen de amateurs van FC Gütersloh. Door twee late doelpunten van de IJslander Hólmbert Friðjónsson werd een nederlaag voorkomen. In de 2e ronde moest de ploeg van Marcel Rapp het in eigen huis opnemen tegen het eveneens in de 2. Bundesliga spelende 1. FC Magdeburg. Na een vroege 0-2 achterstand werd de stand in de reguliere speeltijd mede door twee eigen doelpunten van de voormalige Oost-Duitse ploeg 2-2. In de verlenging scoorde beide ploegen nog één maal waardoor het op strafschoppen uitdraaide. Deze werd door Magdeburg met 3-4 gewonnen waardoor Kiel werd uitgeschakeld.

## Bijzonderheden
- In oktober werd bekend gemaakt dat technisch directeur Uwe Stöver aan het einde van het seizoen ging stoppen en dat hij Holstein Kiel na zes jaar zou verlaten.[32] Een paar maanden later maakte Holstein Kiel bekend dat de voormalig doelman van onder andere Hamburger SV en de FC St. Pauli Carsten Wehlmann opvolger werd van de vertrekkende Stöver. De rest van het seizoen zou men gezamenlijk optrekken.[33]
- Holstein Kiel kreeg in april onder voorwaarden een licentie voor het seizoen 2024/25.[34]
- Op 23 april speelde Finn Porath tijdens de uitwedstrijd tegen Hamburger SV zijn 150e officiële wedstrijd voor Holstein Kiel.[35]
- Gedurende het seizoen werden de contracten van aanvoerder Philipp Sander (2027), Steven Skrzybski (2026), doelmand Timon Weiner (2027), Lewis Holtby (2025), Patrick Erras (2026), Jonas Sterner (2026) en Fiete Arp (2026) opengebroken en/of verlengd.[36][37][38][39][40][41][42] Tevens werd het contract van Marcel Rapp en zijn assistenten Bremser, Hahn en Borger tot 2026 verlengd.[32][43][44][45]

## Clubstatistieken

### Eindstand
| Stand | Gespeeld | Gewonnen | Gelijk | Verloren | Punten | Doelpunten voor | Doelpunten tegen | Gele kaarten | 2× Geel > Rood | Rode kaarten |
| ----- | -------- | -------- | ------ | -------- | ------ | --------------- | ---------------- | ------------ | -------------- | ------------ |
| 2e    | 34       | 21       | 5      | 8        | 68     | 65              | 39               | 68           | 3              | 0            |

### Stand, punten en doelpunten per speelronde
| Trainer   | Marcel Rapp | Marcel Rapp | Marcel Rapp | Marcel Rapp | Marcel Rapp | Marcel Rapp | Marcel Rapp | Marcel Rapp | Marcel Rapp | Marcel Rapp | Marcel Rapp | Marcel Rapp | Marcel Rapp | Marcel Rapp | Marcel Rapp | Marcel Rapp | Marcel Rapp | Marcel Rapp | Marcel Rapp | Marcel Rapp | Marcel Rapp | Marcel Rapp | Marcel Rapp | Marcel Rapp | Marcel Rapp | Marcel Rapp | Marcel Rapp | Marcel Rapp | Marcel Rapp | Marcel Rapp | Marcel Rapp | Marcel Rapp | Marcel Rapp | Marcel Rapp | Marcel Rapp | Marcel Rapp | Marcel Rapp | Marcel Rapp |
| Punten    | 3           | 3           | 0           | 3           | 3           | 0           | 0           | 3           | 1           | 3           | 0           | 1           | 3           | 3           | 3           | 3           | 3           | 0           | 0           | 1           | 3           | 3           | 0           | 1           | 3           | 3           | 3           | 3           | 3           | 3           | 0           | 3           | 1           | 3           |             |             |             |             |
| Totaal    | 3           | 6           | 6           | 9           | 12          | 12          | 12          | 15          | 16          | 19          | 19          | 20          | 23          | 26          | 29          | 32          | 35          | 35          | 35          | 36          | 39          | 42          | 42          | 43          | 46          | 49          | 52          | 55          | 58          | 61          | 61          | 64          | 65          | 68          |             |             |             |             |
| Stand     | 6e          | 2e          | 5e          | 3e          | 2e          | 3e          | 7e          | 4e          | 4e          | 3e          | 4e          | 5e          | 3e          | 3e          | 2e          | 2e          | 1e          | 2e          | 3e          | 3e          | 2e          | 2e          | 2e          | 2e          | 2e          | 2e          | 2e          | 2e          | 1e          | 1e          | 2e          | 1e          | 2e          | 2e          |             |             |             |             |
| Goals     | 1           | 2           | 2           | 2           | 2           | 1           | 2           | 2           | 1           | 3           | 0           | 1           | 4           | 3           | 3           | 1           | 3           | 1           | 1           | 1           | 1           | 4           | 3           | 2           | 1           | 2           | 2           | 4           | 4           | 1           | 1           | 1           | 1           | 2           |             |             |             |             |
| Totaal    | 1           | 3           | 5           | 7           | 9           | 10          | 12          | 14          | 15          | 18          | 18          | 19          | 23          | 26          | 29          | 30          | 33          | 34          | 35          | 36          | 37          | 41          | 44          | 46          | 47          | 49          | 51          | 55          | 59          | 60          | 61          | 62          | 63          | 65          |             |             |             |             |
| Doelsaldo | +1          | +2          | 0           | +2          | +3          | -1          | -2          | +1          | +1          | +3          | +1          | +1          | +3          | +6          | +9          | +10         | +13         | +12         | +11         | +11         | +12         | +16         | +15         | +15         | +16         | +18         | +20         | +21         | +25         | +26         | +24         | +25         | +25         | +26         |             |             |             |             |

### Kaarten per speelronde
Met 83 gele kaarten was 1. FC Nürnberg de ploeg met de meeste gele kaarten in de 2. Bundesliga. Hansa Rostock ontving over het gehele seizoen 79 kaarten en werd tweede op de ranglijst. Met 78 kaarten eindigde 1. FC Magdeburg op de derde plaats. Met 68 gele kaarten eindigde Holstein Kiel op de 9e plaats  Holstein Kiel kreeg geen enkele keer direct rood. De drie rode kaarten (Holtby, Schulz en Johansson) waren het gevolg van twee keer een gele kaart. In onderstaand overzicht staan de gele en rode kaarten van Holstein Kiel per speelronde. Kaarten uitgereikt aan de staf zijn hierin niet meegenomen.
| Speelronde  | 1 | 2 | 3 | 4 | 5 | 6  | 7  | 8  | 9  | 10 | 11 | 12 | 13 | 14 | 15 | 16 | 17 | 18 | 19 | 20 | 21 | 22 | 23 | 24 | 25 | 26 | 27 | 28 | 29 | 30 | 31 | 32 | 33 | 34 |
| ----------- | - | - | - | - | - | -- | -- | -- | -- | -- | -- | -- | -- | -- | -- | -- | -- | -- | -- | -- | -- | -- | -- | -- | -- | -- | -- | -- | -- | -- | -- | -- | -- | -- |
| Gele kaart  | 1 | 2 | 1 | 1 | 3 | 3  | 2  | 4  | 1  | 2  | 2  | 3  | 2  | 1  | 1  | 0  | 2  | 1  | 5  | 3  | 1  | 3  | 1  | 3  | 1  | 1  | 6  | 1  | 2  | 0  | 4  | 2  | 1  | 2  |
| Totaal geel | 1 | 3 | 4 | 5 | 8 | 11 | 13 | 17 | 18 | 20 | 22 | 25 | 27 | 28 | 29 | 29 | 31 | 32 | 37 | 40 | 41 | 44 | 45 | 48 | 49 | 50 | 56 | 57 | 59 | 59 | 63 | 65 | 66 | 68 |
| Rode kaart  | 0 | 0 | 0 | 0 | 0 | 0  | 1  | 0  | 0  | 1  | 0  | 0  | 0  | 0  | 0  | 0  | 0  | 0  | 0  | 0  | 0  | 0  | 0  | 0  | 0  | 0  | 0  | 0  | 0  | 1  | 0  | 0  | 0  | 0  |
| Totaal rood | 0 | 0 | 0 | 0 | 0 | 0  | 1  | 1  | 1  | 2  | 2  | 2  | 2  | 2  | 2  | 2  | 2  | 2  | 2  | 2  | 2  | 2  | 2  | 2  | 2  | 2  | 2  | 2  | 2  | 3  | 3  | 3  | 3  | 3  |

[2× geel wordt in dit schema gezien als één rode kaart.]

### Toeschouwersaantallen
Met 1.046.149 toeschouwers in de Veltins-Arena kreeg Schalke 04 de meeste mensen in de 2. Bundesliga binnen. De club uit Gelsenkirchen werd gevolgd door Hamburger SV die 951.312 toeschouwers in het Volksparkstadion te gast had. Op de derde plaats eindigde Hertha BSC met een aantal van 865.265. Holstein Kiel ontving dit seizoen 235.750 toeschouwers in het Holstein-Stadion. Men eindigde hiermee op de 13e plaats Dit betekende een bezettingsgraad van 92,3 %. Holstein Kiel speelde negen keer voor een uitverkocht huis en de wedstrijd tegen SC Paderborn 07 was met 11.454 het minst bezochte duel deze jaargang. In onderstaand overzicht staan de toeschouwersaantallen van Holstein Kiel in zowel de thuis- als uitwedstrijden.
| Tegenstander        | Eintracht Braunschweig | Fortuna Düsseldorf | SV Elversberg | Greuther Fürth | Hamburger SV | Hannover 96 | Hertha BSC | 1. FC Kaiserslautern | Karlsruher SC | 1. FC Magdeburg | 1. FC Nürnberg | VFL Osnabrück | SC Paderborn 07 | Hansa Rostock | Schalke 04 | FC St. Pauli | Wehen Wiesbaden | Totaal  |
| ------------------- | ---------------------- | ------------------ | ------------- | -------------- | ------------ | ----------- | ---------- | -------------------- | ------------- | --------------- | -------------- | ------------- | --------------- | ------------- | ---------- | ------------ | --------------- | ------- |
| Holstein Kiel thuis | 15.034                 | 15.034             | 12.675        | 11.790         | 15.034       | 13.902      | 15.034     | 15.034               | 15.034        | 12.900          | 12.801         | 15.034        | 11.454          | 14.712        | 14.500     | 15.034       | 10.754          | 235.760 |
| Holstein Kiel uit   | 20.002                 | 31.042             | 8.184         | 11.008         | 57.000       | 49.500      | 46.835     | 38.367               | 21.982        | 20.097          | 31.961         | 15.456        | 12.852          | 26.000        | 60.403     | 29.546       | 10.112          | 490.347 |

### Strafschoppen
Met drie benutte strafschoppen was Steven Skryzbski de succesvolste speler van Holstein Kiel vanaf elf meter. In de wedstrijd tegen Karlsruher SC miste hij. Cedric Teuchert (Hannover 96) was de meest trefzekerste penaltynemer dit seizoen. Hij wist er zes raak te schieten.. In onderstaand overzicht staan de statistieken op het gebied van strafschoppen. Zowel voor als tegen Holstein Kiel
| Penalty's     | Penalty's gescoord | Penalty's gemist | Penalty's totaal | Gescoord door:                    | Gemist door: (Gepakt door:)                  |
| ------------- | ------------------ | ---------------- | ---------------- | --------------------------------- | -------------------------------------------- |
| Holstein Kiel | 4                  | 1                | 5                | 3: Skrzybski 1: Machino 1: Becker | 1: Skrzybski (Drewes)                        |
| Tegenstander  | 2                  | 2                | 4                | 1: Reese 1: Prtajin 1: Tzolis     | 1: Tabaković (Weiner) 1: Castaignos (Weiner) |

* Clubstatistieken bijgewerkt tot 20 mei 2024.

## Spelersstatistieken

### Topscorers/Assists
De 2. Bundesliga kende met  Haris Tabaković (Hertha BSC), Robert Glatzel (Hamburger SV) en Christos Tzolis (Fortuna Düsseldorf) drie spelers met 22 doelpunten op de eerste plaats van het topscorersklassement van dit seizoen. Steven Skryzbski werd met 10 doelpunten de clubtopscorer van Holstein Kiel. Hij kwam daarmee op de 16e plaats terecht.
Marcel Hartel (FC St. Pauli) gaf 12 assist en hij kwam daarmee op de eerste plaats. Hij werd gevolgd door László Bénes (Hamburger SV) en Fabian Reese (Hertha BSC) met 11 voorzetten waaruit werd gescoord. Lewis Holtby en Tom Rothe waren met zeven assists de spelers bij Holstein die de meeste voorzetten gaven waaruit door een medespeler werd gescoord. Ze eindigden daarmee op de zevende plaats.
In onderstaand overzicht zijn alle spelers van Holstein Kiel weergegeven die gescoord en/of een assist hebben gegeven dit seizoen in zowel de competitie als de beker. De lijst is gerangschikt op het aantal doelpunten gevolgd door het aantal assists.
| #   | Naam                   | Doelpunten    | Doelpunten | Doelpunten | Assists       | Assists   | Assists |
| #   | Naam                   | 2. Bundesliga | DFB-Pokal  | Totaal     | 2. Bundesliga | DFB-Pokal | Totaal  |
| --- | ---------------------- | ------------- | ---------- | ---------- | ------------- | --------- | ------- |
| 1.  | Steven Skrzybski       | 10            | 0          | 10         | 4             | 0         | 4       |
| 2.  | Benedikt Pichler       | 8             | 1          | 9          | 3             | 0         | 3       |
| 3.  | Timo Becker            | 7             | 0          | 7          | 3             | 0         | 3       |
| 4.  | Shuto Machino          | 5             | 0          | 5          | 6             | 0         | 6       |
| 5.  | Lewis Holtby           | 5             | 0          | 5          | 7             | 0         | 7       |
| 6.  | Fiete Arp              | 5             | 0          | 5          | 2             | 0         | 2       |
| 7.  | Finn Porath            | 4             | 0          | 4          | 4             | 0         | 4       |
| 8.  | Tom Rothe              | 4             | 0          | 4          | 7             | 0         | 7       |
| 9.  | Alexander Bernhardsson | 4             | 0          | 4          | 0             | 0         | 0       |
| 10. | Hólmbert Friðjónsson   | 1             | 2          | 3          | 0             | 0         | 0       |
| 11. | Philipp Sander         | 3             | 0          | 3          | 6             | 0         | 6       |
| 12. | Nicolai Remberg        | 2             | 0          | 2          | 2             | 0         | 2       |
| 13. | Jonas Sterner          | 2             | 0          | 2          | 0             | 0         | 0       |
| 14. | Patrick Erras          | 1             | 0          | 1          | 1             | 0         | 1       |
| 15. | Marvin Schulz          | 1             | 0          | 1          | 2             | 0         | 2       |
| 16. | Joshua Mees            | 1             | 0          | 1          | 2             | 0         | 2       |
| 17. | Marko Ivezić           | 1             | 0          | 1          | 1             | 0         | 1       |
| 18. | Niklas Niehoff         | 1             | 0          | 1          | 1             | 0         | 1       |

### Gele/Rode kaarten
Dave Gnaase (VfL Osnabrück) was met 14 gele kaarten de speler met het hoogste aantal dit seizoen in de 2. Bundesliga. Op de tweede plaats stond Damian Rossbach (Hansa Rostock) met 11 keer geel. Gevolgd door vier spelers met in totaal 10 gele kaarten  Met acht gele kaarten waren Tom Rothe en Philip Sander de twee spelers met de meeste gele kaarten in de competitie binnen de selectie van Holstein Kiel. Ze eindigden ze daarmee op de 12e plaats.
In onderstaand overzicht staan alle spelers/trainers van Holstein Kiel die een gele en/of rode kaart hebben ontvangen. Dit in zowel de competitie als de beker. De lijst is gerangschikt op het aantal gele kaarten gevolgd door het aantal rode kaarten.
| #   | Naam                   | Gele kaart    | Gele kaart | Gele kaart | Rode kaart    | Rode kaart | Rode kaart |
| #   | Naam                   | 2. Bundesliga | DFB-Pokal  | Totaal     | 2. Bundesliga | DFB-Pokal  | Totaal     |
| --- | ---------------------- | ------------- | ---------- | ---------- | ------------- | ---------- | ---------- |
| 1.  | Philipp Sander         | 8             | 1          | 9          | 0             | 0          | 0          |
| 2.  | Tom Rothe              | 8             | 0          | 8          | 0             | 0          | 0          |
| 3.  | Lewis Holtby***        | 7             | 1          | 8          | 1             | 0          | 1          |
| 4.  | Finn Porath            | 6             | 0          | 6          | 0             | 0          | 0          |
| 5.  | Marko Ivezić           | 4             | 0          | 4          | 0             | 0          | 0          |
| 6.  | Nicolai Remberg        | 4             | 0          | 3          | 0             | 0          | 0          |
| 7.  | Timo Becker            | 3             | 0          | 3          | 0             | 0          | 0          |
| 8.  | Marvin Schulz *        | 3             | 0          | 3          | 1             | 0          | 1          |
| 9.  | Patrick Erras          | 3             | 0          | 3          | 0             | 0          | 0          |
| 10. | Shuto Machino          | 3             | 0          | 3          | 0             | 0          | 0          |
| 11. | Jann-Fiete Arp         | 2             | 0          | 2          | 0             | 0          | 0          |
| 12. | Alexander Bernhardsson | 2             | 0          | 2          | 0             | 0          | 0          |
| 13. | Colin Kleine-Bekel     | 2             | 0          | 2          | 0             | 0          | 0          |
| 14. | Joshua Mees            | 2             | 0          | 2          | 0             | 0          | 0          |
| 15. | Benedikt Pichler       | 2             | 0          | 2          | 0             | 0          | 0          |
| 16. | Marcel Rapp            | 2             | 0          | 2          | 0             | 0          | 0          |
| 17. | Ba-Muaka Simakala      | 2             | 0          | 2          | 0             | 0          | 0          |
| 18. | Steven Skrzybski       | 2             | 0          | 2          | 0             | 0          | 0          |
| 19. | Carl Johansson**       | 1             | 0          | 1          | 1             | 0          | 1          |
| 20. | Dirk Bremser           | 1             | 0          | 1          | 0             | 0          | 0          |
| 21. | Hólmbert Friðjónsson   | 1             | 0          | 1          | 0             | 0          | 0          |
| 22. | Alexander Hahn         | 1             | 0          | 1          | 0             | 0          | 0          |
| 23. | Marco Komenda          | 1             | 0          | 1          | 0             | 0          | 0          |
| 24. | Jonas Sterner          | 1             | 0          | 1          | 0             | 0          | 0          |
| 25. | Timon Weiner           | 1             | 0          | 1          | 0             | 0          | 0          |

* Twee keer geel tijdens de thuiswedstrijd tegen Hertha BSC op 24 september;
** Twee keer geel tijdens de uitwedstrijd tegen Hansa Rostock op 22 oktober;
*** Twee keer geel tijdens de uitwedstrijd tegen Hamburger SV op 20 april.

### Spelerstatistieken
De doelmannen Nikola Vasilj (FC St. Pauli), Ron-Robert Zieler (Hannover 96), Dominik Reimann (1. FC Magdeburg) en Florian Stritzel (SV Wehen Wiesbaden) zijn de enige vier spelers die alle competitiewedstrijden in het seizoen 2023/24 vanaf de eerste tot de laatste minuut hebben gespeeld. Ze speelden 3.600 minuten. Timon Weiner was met 2.700 minuten de speler binnen de selectie van Holstein Kiel met de meeste speeltijd. Hij eindigde in het overallklassement op de 30e plaats. In onderstaand overzicht staan alle spelers die één minuut en meer in actie kwamen in het seizoen 2023/24. Dit voor zowel de competitie en/of het bekertoernooi.
| #   | Naam                     | Minuten       | Minuten   | Minuten | Wedstrijden | Wedstrijden | Wedstrijden |
| #   | Naam                     | 2. Bundesliga | DFB-Pokal | Totaal  | Basis       | Invaller    | Totaal      |
| --- | ------------------------ | ------------- | --------- | ------- | ----------- | ----------- | ----------- |
| 1.  | Timon Weiner             | 2700'         | 210'      | 2910'   | 32          | 0           | 32          |
| 2.  | Tom Rothe                | 2680'         | 210'      | 2890'   | 32          | 3           | 35          |
| 3.  | Lewis Holtby             | 2257'         | 210'      | 2467'   | 27          | 6           | 33          |
| 4.  | Timo Becker              | 2279'         | 120'      | 2399'   | 27          | 2           | 29          |
| 5.  | Colin Kleine-Bekel       | 2121'         | 165'      | 2286'   | 26          | 0           | 26          |
| 6.  | Shuto Machino            | 2071'         | 105'      | 2176'   | 26          | 7           | 33          |
| 7.  | Patrick Erras            | 2072'         | 90'       | 2162'   | 25          | 0           | 25          |
| 8.  | Philipp Sander           | 2079'         | 45'       | 2124'   | 25          | 1           | 26          |
| 9.  | Marko Ivezić             | 1899'         | 122'      | 2021'   | 23          | 8           | 31          |
| 10. | Steven Skrzybski         | 1734'         | 145'      | 1879'   | 25          | 3           | 28          |
| 11. | Nicolai Remberg          | 1580'         | 104'      | 1684'   | 16          | 18          | 34          |
| 12. | Finn Porath              | 1652'         | 13'       | 1665'   | 21          | 7           | 28          |
| 13. | Benedikt Pichler         | 1189'         | 197'      | 1386'   | 17          | 7           | 24          |
| 14. | Marvin Schulz            | 1320'         | 45'       | 1365'   | 14          | 14          | 28          |
| 15. | Marco Komenda            | 1184'         | 90'       | 1274'   | 14          | 8           | 22          |
| 16. | Alexander Bernhardsson** | 916'          | 0'        | 916'    | 10          | 3           | 13          |
| 17. | Carl Johansson           | 709'          | 88'       | 797'    | 8           | 5           | 13          |
| 18. | Jann-Fiete Arp           | 765'          | 0'        | 765'    | 8           | 9           | 17          |
| 19. | Jonas Sterner            | 510'          | 164'      | 674'    | 5           | 12          | 17          |
| 20. | Hólmbert Friðjónsson     | 353'          | 105'      | 458'    | 3           | 13          | 16          |
| 21. | Joshua Mees              | 435'          | 0'        | 435'    | 3           | 10          | 13          |
| 22. | Ba-Muaka Simakala*       | 314'          | 79'       | 393'    | 4           | 9           | 13          |
| 23. | Lasse Rosenboom          | 315'          | 0'        | 315'    | 3           | 9           | 11          |
| 24. | Thomas Dähne             | 270'          | 0'        | 270'    | 3           | 0           | 3           |
| 25. | Marcel Engelhardt        | 90'           | 0'        | 90'     | 1           | 0           | 1           |
| 26. | Mikkel Kirkeskov**       | 69'           | 0'        | 69'     | 0           | 6           | 6           |
| 27. | Niklas Niehoff           | 51'           | 0'        | 7'      | 0           | 4           | 4           |
| 28. | Aurel Wagbe***           | 2'            | 1'        | 3'      | 0           | 2           | 2           |

* Speler speelde alleen de eerste seizoenshelft bij de club.
** Speler speelde alleen de tweede seizoenshelft bij de club.
*** Speler vanuit selectie Holstein Kiel II.

### Doelmannen
Timon Weiner was dit seizoen de keeper met de meeste clean sheets in de 2. Bundesliga. Hij hield in totaal 14x zijn doelschoon. Op de tweede plaats stond Jonas Urbig van Greuther Fürth. Met 10 wedstrijden zonder tegendoelpunten stonden Florian Kastenmeier (Fortuna Düsseldorf) en Nikola Vasilj (FC St. Pauli) op de derde plaats. In onderstaand overzicht staan de statistieken van de drie doelman die door trainer Marcel Rapp zijn ingezet dit seizoen.
| #  | Naam              | 2. Bundesliga | 2. Bundesliga    | 2. Bundesliga   | 2. Bundesliga              | DFB-Bokal   | DFB-Bokal        | DFB-Bokal       | DFB-Bokal                  |
| #  | Naam              | Wedstrijden   | Doelpunten tegen | De nul gehouden | Strafschoppen niet in doel | Wedstrijden | Doelpunten tegen | De nul gehouden | Strafschoppen niet in doel |
| -- | ----------------- | ------------- | ---------------- | --------------- | -------------------------- | ----------- | ---------------- | --------------- | -------------------------- |
| 1. | Timon Weiner      | 30            | 33               | 14x             | 3/2                        | 2           | 3                | 1×              | 0/0                        |
| 2. | Thomas Dähne      | 3             | 5                | 1x              | 0/0                        | 0           | 0                | 0×              | 0/0                        |
| 3. | Marcel Engelhardt | 1             | 1                | 0x              | 0/0                        | 0           | 0                | 0×              | 0/0                        |

### Statistieken aller tijden voor Holstein Kiel
Vanwege hun debuut dit seizoen kwamen Aurel Wagbe, Lucas Wolf, Niklas Niehoff, Alexander Bernhardsson, Lasse Rosenboom, Carl Johansson, Ba-Muaka Simakala, Shuto Machino, Marko Ivezić, Marcel Engelhardt, Tom Rothe, Nicolai Remberg en Colin Kleine-Bekel binnen op de ranglijst aller tijden van Holstein Kiel.
Hans-Peter Ehlers is de speler die meeste wedstrijden voor Holstein Kiel heeft gespeeld. In de periode van 1953 tot 1966 kwam hij in totaal 358 keer in actie. Gerd Koll is de overall clubtopscorer van Holstein Kiel. Tussen 1958 en 1968 maakte hij 128 doelpunten. In onderstaand staat een overzicht van alle spelers uit de huidige selectie met het aantal gespeelde wedstrijden en gemaakte doelpunten gedurende hun verblijf bij Holstein Kiel.
| #   | Naam                   | Wedstrijden | Wedstrijden | Wedstrijden | Wedstrijden | Wedstrijden | Doelpunten | Doelpunten | Doelpunten | Doelpunten | Doelpunten |
| #   | Naam                   | Competitie  | Beker       | Play-offs   | Europa      | Totaal      | Competitie | Beker      | Play-offs  | Europa     | Totaal     |
| --- | ---------------------- | ----------- | ----------- | ----------- | ----------- | ----------- | ---------- | ---------- | ---------- | ---------- | ---------- |
| 1.  | Finn Porath            | 139         | 9           | 2           | 0           | 150         | 11         | 2          | 0          | 0          | 13         |
| 2.  | Steven Skrzybski       | 84          | 4           | 0           | 0           | 88          | 29         | 0          | 0          | 0          | 29         |
| 3.  | Philipp Sander         | 81          | 6           | 0           | 0           | 87          | 4          | 1          | 0          | 0          | 5          |
| 4.  | Lewis Holtby           | 78          | 3           | 0           | 0           | 81          | 7          | 0          | 0          | 0          | 7          |
| 5.  | Patrick Erras          | 70          | 4           | 0           | 0           | 74          | 2          | 0          | 0          | 0          | 2          |
| 6.  | Jann-Fiete Arp         | 67          | 3           | 0           | 0           | 70          | 8          | 1          | 0          | 0          | 9          |
| 7.  | Joshua Mees            | 58          | 5           | 2           | 0           | 65          | 8          | 1          | 0          | 0          | 9          |
| 8.  | Benedikt Pichler       | 59          | 4           | 0           | 0           | 63          | 18         | 1          | 0          | 0          | 19         |
| 9.  | Marco Komenda          | 55          | 6           | 2           | 0           | 63          | 3          | 0          | 0          | 0          | 3          |
| 10. | Mikkel Kirkeskov       | 52          | 3           | 1           | 0           | 56          | 0          | 0          | 0          | 0          | 0          |
| 11. | Marvin Schulz          | 53          | 2           | 0           | 0           | 55          | 1          | 0          | 0          | 0          | 1          |
| 12. | Timo Becker            | 52          | 2           | 0           | 0           | 54          | 10         | 0          | 0          | 0          | 10         |
| 13. | Thomas Dähne           | 51          | 3           | 0           | 0           | 54          | 0          | 0          | 0          | 0          | 0          |
| 14. | Jonas Sterner          | 36          | 2           | 0           | 0           | 38          | 3          | 0          | 0          | 0          | 3          |
| 15. | Tom Rothe              | 33          | 2           | 0           | 0           | 35          | 4          | 0          | 0          | 0          | 4          |
| 16. | Nicolai Remberg        | 32          | 2           | 0           | 0           | 34          | 1          | 0          | 0          | 0          | 1          |
| 17. | Shuto Machino          | 31          | 2           | 0           | 0           | 33          | 5          | 0          | 0          | 0          | 5          |
| 18. | Timon Weiner           | 31          | 2           | 0           | 0           | 33          | 0          | 0          | 0          | 0          | 0          |
| 19. | Marko Ivezić           | 29          | 2           | 0           | 0           | 31          | 1          | 0          | 0          | 0          | 1          |
| 20. | Hólmbert Friðjónsson   | 26          | 3           | 0           | 0           | 29          | 3          | 2          | 0          | 0          | 5          |
| 21. | Colin Kleine-Bekel     | 24          | 2           | 0           | 0           | 26          | 0          | 0          | 0          | 0          | 0          |
| 22. | Alexander Bernhardsson | 13          | 0           | 0           | 0           | 13          | 4          | 0          | 0          | 0          | 4          |
| 23. | Carl Johansson         | 12          | 1           | 0           | 0           | 13          | 0          | 0          | 0          | 0          | 0          |
| 24. | Ba-Muaka Simakala      | 11          | 2           | 0           | 0           | 13          | 0          | 0          | 0          | 0          | 0          |
| 25. | Lasse Rosenboom        | 11          | 0           | 0           | 0           | 11          | 0          | 0          | 0          | 0          | 0          |
| 26. | Niklas Niehoff         | 4           | 0           | 0           | 0           | 4           | 1          | 0          | 0          | 0          | 1          |
| 27. | Aurel Wagbe            | 1           | 1           | 0           | 0           | 2           | 0          | 0          | 0          | 0          | 0          |
| 27. | Marcel Engelhardt      | 1           | 0           | 0           | 0           | 1           | 0          | 0          | 0          | 0          | 0          |

* Spelerstatistieken bijgewerkt tot 20 mei 2024.

## Oefenwedstrijden
|                    |             |               | |                                                             |
| 28 juni 2023 18.00 | SSV Rantzau | 0 - 9 (0 - 3) | Holstein Kiel                                                                                                | Stadion: Sportplatz Düsterlohe, Rantzau Toeschouwers: 1.800 |
| 28 juni 2023 18.00 |             | Verslag       | 8' Arp 13' Friðjónsson 19' Simakala 65' Niehoff 66' Niehoff 69' Ivezić 74' Rosenboom 75' Pichler 89' Niehoff | Stadion: Sportplatz Düsterlohe, Rantzau Toeschouwers: 1.800 |
| 28 juni 2023 18.00 |             |               | | Stadion: Sportplatz Düsterlohe, Rantzau Toeschouwers: 1.800 |
| 28 juni 2023 18.00 |             |               | | Stadion: Sportplatz Düsterlohe, Rantzau Toeschouwers: 1.800 |
|                    |             |               | |                                                             |

Bijzonderheden:
- Benedikt Pichler mistte een strafschop.

|                   |                     |               |                 |                                                                                              |
| 1 juli 2023 18.00 | SC Weiche Flensburg | 0 - 1 (0 - 0) | Holstein Kiel   | Stadion: Manfred-Werner Stadion, Flensburg Toeschouwers: 1.090 Scheidsrechter: Jannek Hansen |
| 1 juli 2023 18.00 |                     | Verslag       | 77' Friðjónsson | Stadion: Manfred-Werner Stadion, Flensburg Toeschouwers: 1.090 Scheidsrechter: Jannek Hansen |
| 1 juli 2023 18.00 |                     |               |                 | Stadion: Manfred-Werner Stadion, Flensburg Toeschouwers: 1.090 Scheidsrechter: Jannek Hansen |
| 1 juli 2023 18.00 |                     |               |                 | Stadion: Manfred-Werner Stadion, Flensburg Toeschouwers: 1.090 Scheidsrechter: Jannek Hansen |
|                   |                     |               |                 |                                                                                              |

Bijzonderheden:
- Hólmbert Friðjónsson mistte een strafschop.

|                   |               |               |                        |                                                                  |
| 7 juli 2023 13.00 | Holstein Kiel | 1 - 2 (0 - 0) | Hannover 96            | Stadion: Citti-Fußball-Park, Kiel Scheidsrechter: Luca Jürgensen |
| 7 juli 2023 13.00 | Arp 88'       | Verslag Video | 56' Schaub 95' Momuluh | Stadion: Citti-Fußball-Park, Kiel Scheidsrechter: Luca Jürgensen |
| 7 juli 2023 13.00 |               |               |                        | Stadion: Citti-Fußball-Park, Kiel Scheidsrechter: Luca Jürgensen |
| 7 juli 2023 13.00 |               |               |                        | Stadion: Citti-Fußball-Park, Kiel Scheidsrechter: Luca Jürgensen |
|                   |               |               |                        |                                                                  |

Bijzonderheden:
- De wedstrijd bestond uit 3 delen van elk 35 minuten

|                    |               |               |                |                                   |
| 12 juli 2023 16.00 | Holstein Kiel | 1 - 0 (1 - 0) | 1. FC Slovácko | Stadion: Stadion Jenbach, Jenbach |
| 12 juli 2023 16.00 | Pichler 17'   | Verslag       |                | Stadion: Stadion Jenbach, Jenbach |
| 12 juli 2023 16.00 |               |               |                | Stadion: Stadion Jenbach, Jenbach |
| 12 juli 2023 16.00 |               |               |                | Stadion: Stadion Jenbach, Jenbach |
|                    |               |               |                |                                   |

|                    |                  |               |                                                                            |                                        |
| 15 juli 2023 14.00 | Austria Lustenau | 1 - 6 (1 - 3) | Holstein Kiel                                                              | Stadion: Planet Pure Stadion, Lustenau |
| 15 juli 2023 14.00 | Schmid 19'       | Verslag       | 17' Machino 28' Simakala 32' Pichler 80' Holtby 112' Mees 129' Friðjónsson | Stadion: Planet Pure Stadion, Lustenau |
| 15 juli 2023 14.00 |                  |               |                                                                            | Stadion: Planet Pure Stadion, Lustenau |
| 15 juli 2023 14.00 |                  |               |                                                                            | Stadion: Planet Pure Stadion, Lustenau |
|                    |                  |               |                                                                            |                                        |

Bijzonderheden:
- De wedstrijd bestond uit 3 delen van elk 45 minuten

|                    |                    |                |                             |                                                                                                 |
| 22 juli 2023 15.00 | 1. FC Union Berlin | 1 - 2 (0 - 1)  | Holstein Kiel               | Stadion: Stadion An der Alten Försterei, Berlijn Toeschouwers: 13.000 Scheidsrechter: Max Burda |
| 22 juli 2023 15.00 | Becker (pen) 111'  | Verslag, Video | 8' (e.d.) Juranovic 94' Arp | Stadion: Stadion An der Alten Försterei, Berlijn Toeschouwers: 13.000 Scheidsrechter: Max Burda |
| 22 juli 2023 15.00 |                    |                |                             | Stadion: Stadion An der Alten Försterei, Berlijn Toeschouwers: 13.000 Scheidsrechter: Max Burda |
| 22 juli 2023 15.00 |                    |                |                             | Stadion: Stadion An der Alten Försterei, Berlijn Toeschouwers: 13.000 Scheidsrechter: Max Burda |
|                    |                    |                |                             |                                                                                                 |

Bijzonderheden:
- De wedstrijd bestond uit 4 delen van elk 20 minuten.

|                        |                |                                                                   |               |                                 |
| 6 september 2023 18.00 | Rotenburger SV | 0 - 5 (0 - 0)                                                     | Holstein Kiel | Stadion: Ahe-Stadion, Rotenburg |
| 6 september 2023 18.00 |                | 45' Friðjónsson 48' Arp (pen) 53' Arp (pen) 61' Holtby 72' Becker |               | Stadion: Ahe-Stadion, Rotenburg |
| 6 september 2023 18.00 |                |                                                                   |               | Stadion: Ahe-Stadion, Rotenburg |
| 6 september 2023 18.00 |                |                                                                   |               | Stadion: Ahe-Stadion, Rotenburg |
|                        |                |                                                                   |               |                                 |

|                       |               |               |           |                                 |
| 12 oktober 2023 14.00 | Holstein Kiel | 0 - 1 (0 - 0) | Aarhus GF | Stadion: Holstein-Stadion, Kiel |
| 12 oktober 2023 14.00 |               | 74' Duncan    |           | Stadion: Holstein-Stadion, Kiel |
| 12 oktober 2023 14.00 |               |               |           | Stadion: Holstein-Stadion, Kiel |
| 12 oktober 2023 14.00 |               |               |           | Stadion: Holstein-Stadion, Kiel |
|                       |               |               |           |                                 |

|                      |              |               |                             |                                             |
| 6 januari 2024 13.00 | Darmstadt 98 | 1 - 2 (0 - 1) | Holstein Kiel               | Stadion: Oliva Nova Sports Center, Valencia |
| 6 januari 2024 13.00 | Pfeiffer 89' | Verslag       | 34' Friðjónsson 84' Niehoff | Stadion: Oliva Nova Sports Center, Valencia |
| 6 januari 2024 13.00 |              |               |                             | Stadion: Oliva Nova Sports Center, Valencia |
| 6 januari 2024 13.00 |              |               |                             | Stadion: Oliva Nova Sports Center, Valencia |
|                      |              |               |                             |                                             |

|                       |                                          |               |                        |                                 |
| 13 januari 2024 13.00 | Hannover 96                              | 1 - 2 (0 - 1) | Holstein Kiel          | Stadion: Rasenplatz 2, Hannover |
| 13 januari 2024 13.00 | Tresoldi 17' Kunze 30' Komenda 69' (e.d) | Verslag       | 30' Machino 75' Porath | Stadion: Rasenplatz 2, Hannover |
| 13 januari 2024 13.00 |                                          |               |                        | Stadion: Rasenplatz 2, Hannover |
| 13 januari 2024 13.00 |                                          |               |                        | Stadion: Rasenplatz 2, Hannover |
|                       |                                          |               |                        |                                 |

## DFB-Bokal

### 1e ronde
|                            |              |               |                                 | |
| za. 12 augustus 2023 15.30 | FC Gütersloh | 0 - 2 (0 - 0) | Holstein Kiel                   | Stadion: Ohlendorf Stadion im Heidewald , Gütersloh Toeschouwers: 5.259 Scheidsrechter: Patrick Kessel |
| za. 12 augustus 2023 15.30 |              | Verslag       | 72' Fridjónsson 93' Friðjónsson | Stadion: Ohlendorf Stadion im Heidewald , Gütersloh Toeschouwers: 5.259 Scheidsrechter: Patrick Kessel |
| za. 12 augustus 2023 15.30 |              |               |                                 | Stadion: Ohlendorf Stadion im Heidewald , Gütersloh Toeschouwers: 5.259 Scheidsrechter: Patrick Kessel |
| za. 12 augustus 2023 15.30 |              |               |                                 | Stadion: Ohlendorf Stadion im Heidewald , Gütersloh Toeschouwers: 5.259 Scheidsrechter: Patrick Kessel |
|                            |              |               |                                 | |

Bijzonderheden:
- Tweede doelman Timor Weiner stond onder de lat in plaats van Thomas Dähne;
- Aurel Wagbe maakte zijn debuut;
- Nico Buckmaier mistte in de 42e minuut een strafschop.

### 2e ronde
|                          |                                                |                           |                                       |                                                                                |
| wo. 1 oktober 2023 18.00 | Holstein Kiel                                  | 3 - 3 (n.v.) 6 - 7 (n.s.) | 1.FC Magdeburg                        | Stadion: Holstein-Stadion, Kiel Toeschouwers: 11.112 Scheidsrechter: Tom Bauer |
| wo. 1 oktober 2023 18.00 | Heber (e.d) 60' Piccini (e.d) 60' Pichler 122' | Verslag                   | 3' Bockhorn 11' Krempicki 93' Amaechi | Stadion: Holstein-Stadion, Kiel Toeschouwers: 11.112 Scheidsrechter: Tom Bauer |
| wo. 1 oktober 2023 18.00 | Strafschoppen                                  |                           |                                       | Stadion: Holstein-Stadion, Kiel Toeschouwers: 11.112 Scheidsrechter: Tom Bauer |
| wo. 1 oktober 2023 18.00 | Machino Simakala Kleine-Bekel Rothe Holtby     |                           | Condé Amaechi Bockhorn Gnaka Arslan   | Stadion: Holstein-Stadion, Kiel Toeschouwers: 11.112 Scheidsrechter: Tom Bauer |
|                          |                                                |                           |                                       |                                                                                |

## 2. Bundesliga

### Speelronde 1
|                        |                        |               |                 |                                                                                            |
| zo. 30 juli 2023 13.30 | Eintracht Braunschweig | 0 - 1 (0 - 0) | Holstein Kiel   | Stadion: Eintracht-Stadion, Braunschweig Toeschouwers: 20.002 Scheidsrechter: Arne Aarnink |
| zo. 30 juli 2023 13.30 | 18'+ 51' Kuruçay       | Verslag       | 92' Friðjónsson | Stadion: Eintracht-Stadion, Braunschweig Toeschouwers: 20.002 Scheidsrechter: Arne Aarnink |
| zo. 30 juli 2023 13.30 |                        |               |                 | Stadion: Eintracht-Stadion, Braunschweig Toeschouwers: 20.002 Scheidsrechter: Arne Aarnink |
| zo. 30 juli 2023 13.30 |                        |               |                 | Stadion: Eintracht-Stadion, Braunschweig Toeschouwers: 20.002 Scheidsrechter: Arne Aarnink |
|                        |                        |               |                 |                                                                                            |

Bijzonderheden:
- Shuto Machino, Carl Johansson, Colin Kleine-Bekel, Ba-Muaka Simakala, Marko Ivezić en Nicolai Remberg maakten hun debuut;
- Topscoorder van vorig seizoen Steven Skrzybski begon op de bank wegens een in de voorbereiding opgelopen gekneusde rib.

### Speelronde 2
|                           |                               |               |                |                                                                                     |
| za. 5 augustus 2023 13.00 | Holstein Kiel                 | 2 - 1 (0 - 0) | Greuther Fürth | Stadion: Holstein-Stadion, Kiel Toeschouwers: 11.790 Scheidsrechter: Tobias Reichel |
| za. 5 augustus 2023 13.00 | Sterner 68' Machino (pen) 70' | Verslag       | 63' Hrgota     | Stadion: Holstein-Stadion, Kiel Toeschouwers: 11.790 Scheidsrechter: Tobias Reichel |
| za. 5 augustus 2023 13.00 |                               |               |                | Stadion: Holstein-Stadion, Kiel Toeschouwers: 11.790 Scheidsrechter: Tobias Reichel |
| za. 5 augustus 2023 13.00 |                               |               |                | Stadion: Holstein-Stadion, Kiel Toeschouwers: 11.790 Scheidsrechter: Tobias Reichel |
|                           |                               |               |                |                                                                                     |

Bijzonderheden
- Lasse Rosenboom maakte zijn debuut;
- Shuto Machino maakte zijn eerste doelpunt in het shirt van Holstein Kiel

### Speelronde 3
3e Speelronde:
|                       |                          |                |                                                  |                                                                                     |
| zo. 20 augustus 13.30 | Holstein Kiel            | 2 - 4 (1 - 2)  | 1.FC Magdeburg                                   | Stadion: Holstein-Stadion, Kiel Toeschouwers: 12.900 Scheidsrechter: Nicolas Winter |
| zo. 20 augustus 13.30 | Skrzybski 32' Sander 50' | Verslag, Video | 2' Schuler 21' Hugonet 68' Castaignos 91' Arslan | Stadion: Holstein-Stadion, Kiel Toeschouwers: 12.900 Scheidsrechter: Nicolas Winter |
| zo. 20 augustus 13.30 |                          |                |                                                  | Stadion: Holstein-Stadion, Kiel Toeschouwers: 12.900 Scheidsrechter: Nicolas Winter |
| zo. 20 augustus 13.30 |                          |                |                                                  | Stadion: Holstein-Stadion, Kiel Toeschouwers: 12.900 Scheidsrechter: Nicolas Winter |
|                       |                          |                |                                                  |                                                                                     |

Bijzonderheden:
- Voormalig Holstein-Kiel speler Ahmet Arslan scoorde tegen zijn oude club.

### Speelronde 4
|                            |                  |                |                         |                                                                                          |
| vr. 25 augustus 2023 18.30 | Schalke 04       | 0 - 2 (0 - 1)  | Holstein Kiel           | Stadion: Veltins-Arena, Gelsenkirchen Toeschouwers: 60.403 Scheidsrechter: Deniz Aytekin |
| vr. 25 augustus 2023 18.30 | 39' Schallenberg | Verslag, Video | 15' Pichler 59' Machino | Stadion: Veltins-Arena, Gelsenkirchen Toeschouwers: 60.403 Scheidsrechter: Deniz Aytekin |
| vr. 25 augustus 2023 18.30 |                  |                |                         | Stadion: Veltins-Arena, Gelsenkirchen Toeschouwers: 60.403 Scheidsrechter: Deniz Aytekin |
| vr. 25 augustus 2023 18.30 |                  |                |                         | Stadion: Veltins-Arena, Gelsenkirchen Toeschouwers: 60.403 Scheidsrechter: Deniz Aytekin |
|                            |                  |                |                         |                                                                                          |

### Speelronde 5
|                            |                         |               |              |                                                                                           |
| za. 2 september 2023 13.00 | Holstein Kiel           | 2 - 1 (1 - 1) | SC Paderborn | Stadion: Holstein-Stadion , Kiel Toeschouwers: 11.454 Scheidsrechter: Wolfgang Haslberger |
| za. 2 september 2023 13.00 | Rothe 31' Skrzybski 61' | Verslag       | 12' Leipertz | Stadion: Holstein-Stadion , Kiel Toeschouwers: 11.454 Scheidsrechter: Wolfgang Haslberger |
| za. 2 september 2023 13.00 |                         |               |              | Stadion: Holstein-Stadion , Kiel Toeschouwers: 11.454 Scheidsrechter: Wolfgang Haslberger |
| za. 2 september 2023 13.00 |                         |               |              | Stadion: Holstein-Stadion , Kiel Toeschouwers: 11.454 Scheidsrechter: Wolfgang Haslberger |
|                            |                         |               |              |                                                                                           |

Bijzonderheden:
- Tom Rothe scoorde zijn eerste doelpunt in het shirt van Holstein Kiel;
- Het doelpunt van Steven Skrzybski werd genomineerd voor "Tor des Monats".[56]

### Speelronde 6
|                             |                                                           |               |               |                                                                                           |
| zo. 17 september 2023 13.30 | FC St. Pauli                                              | 5 - 1 (3 - 0) | Holstein Kiel | Stadion: Millerntor-Stadion, Hamburg Toeschouwers: 29.546 Scheidsrechter: Bastian Dankert |
| zo. 17 september 2023 13.30 | Metcalfe 4' Smith 7' Afolayan 38' Ritzka 69' Hartel 90+3' | Verslag Video | 50' Holtby    | Stadion: Millerntor-Stadion, Hamburg Toeschouwers: 29.546 Scheidsrechter: Bastian Dankert |
| zo. 17 september 2023 13.30 |                                                           |               |               | Stadion: Millerntor-Stadion, Hamburg Toeschouwers: 29.546 Scheidsrechter: Bastian Dankert |
| zo. 17 september 2023 13.30 |                                                           |               |               | Stadion: Millerntor-Stadion, Hamburg Toeschouwers: 29.546 Scheidsrechter: Bastian Dankert |
|                             |                                                           |               |               |                                                                                           |

### Speelronde 7
|                             |                                         |               |                                                |                                                                                         |
| zo. 24 september 2023 13.30 | Holstein Kiel                           | 2 - 3 (0 - 2) | Hertha BSC                                     | Stadion: Holstein-Stadion, Kiel Toeschouwers: 15.034 Scheidsrechter: Florian Badstübner |
| zo. 24 september 2023 13.30 | Pichler 54' Skrzybski 14'+ 90+7' Schulz | Verslag Video | 27' Prevljak 39' Bouchalakis 90+2' Reese (pen) | Stadion: Holstein-Stadion, Kiel Toeschouwers: 15.034 Scheidsrechter: Florian Badstübner |
| zo. 24 september 2023 13.30 |                                         |               |                                                | Stadion: Holstein-Stadion, Kiel Toeschouwers: 15.034 Scheidsrechter: Florian Badstübner |
| zo. 24 september 2023 13.30 |                                         |               |                                                | Stadion: Holstein-Stadion, Kiel Toeschouwers: 15.034 Scheidsrechter: Florian Badstübner |
|                             |                                         |               |                                                |                                                                                         |

Bijzonderheden:
- Haris Tabaković (Hertha BSC) mistte in de 88e minuut bij een 2-2 stand een strafschop;
- Voormalige speler van Holstein Kiel Fabian Reese scoorde tegen zijn oude club.

### Speelronde 8
|                             |               |               |                       |                                                                                      |
| za. 30 september 2023 13.00 | Karlsruher SC | 0 - 2 (0 - 2) | Holstein Kiel         | Stadion: Wildparkstadion, Karlsruhe Toeschouwers: 21.982 Scheidsrechter: Patrick Alt |
| za. 30 september 2023 13.00 |               | Verslag       | 24' Pichler 27' Rothe | Stadion: Wildparkstadion, Karlsruhe Toeschouwers: 21.982 Scheidsrechter: Patrick Alt |
| za. 30 september 2023 13.00 |               |               |                       | Stadion: Wildparkstadion, Karlsruhe Toeschouwers: 21.982 Scheidsrechter: Patrick Alt |
| za. 30 september 2023 13.00 |               |               |                       | Stadion: Wildparkstadion, Karlsruhe Toeschouwers: 21.982 Scheidsrechter: Patrick Alt |
|                             |               |               |                       |                                                                                      |

Bijzonderheden:
- Steven Skrzybski mistte in de 34e minuut een strafschop.

### Speelronde 9
|                          |               |               |                   |                                                                                     |
| zo. 8 oktober 2023 13.30 | Holstein Kiel | 1 - 1 (1 - 0) | SV Elversberg     | Stadion: Holstein-Stadion, Kiel Toeschouwers: 12.675 Scheidsrechter: Tobias Reichel |
| zo. 8 oktober 2023 13.30 | Becker 44'    | Verslag       | 70' Schnellbacher | Stadion: Holstein-Stadion, Kiel Toeschouwers: 12.675 Scheidsrechter: Tobias Reichel |
| zo. 8 oktober 2023 13.30 |               |               |                   | Stadion: Holstein-Stadion, Kiel Toeschouwers: 12.675 Scheidsrechter: Tobias Reichel |
| zo. 8 oktober 2023 13.30 |               |               |                   | Stadion: Holstein-Stadion, Kiel Toeschouwers: 12.675 Scheidsrechter: Tobias Reichel |
|                          |               |               |                   |                                                                                     |

### Speelronde 10
|                           |               |               |                                                   |                                                                                     |
| zo. 22 oktober 2023 13.30 | Hansa Rostock | 1 - 3 (1 - 1) | Holstein Kiel                                     | Stadion: Ostseestadion, Rostock Toeschouwers: 26.000 Scheidsrechter: Richard Hempel |
| zo. 22 oktober 2023 13.30 | Kinsombi 18'  | Verslag       | 33' Arp 56' Remberg 59' Becker 54'+ 82' Johansson | Stadion: Ostseestadion, Rostock Toeschouwers: 26.000 Scheidsrechter: Richard Hempel |
| zo. 22 oktober 2023 13.30 |               |               |                                                   | Stadion: Ostseestadion, Rostock Toeschouwers: 26.000 Scheidsrechter: Richard Hempel |
| zo. 22 oktober 2023 13.30 |               |               |                                                   | Stadion: Ostseestadion, Rostock Toeschouwers: 26.000 Scheidsrechter: Richard Hempel |
|                           |               |               |                                                   |                                                                                     |

### Speelronde 11
|                           |               |               |                         |                                                                                        |
| zo. 29 oktober 2023 13.30 | Holstein Kiel | 0 - 2 (0 - 0) | 1. FC Nürnberg          | Stadion: Holstein-Stadion , Kiel Toeschouwers: 12.801 Scheidsrechter: Frank Willenborg |
| zo. 29 oktober 2023 13.30 |               | Verslag       | 68' Handwerker 77' Uzun | Stadion: Holstein-Stadion , Kiel Toeschouwers: 12.801 Scheidsrechter: Frank Willenborg |
| zo. 29 oktober 2023 13.30 |               |               |                         | Stadion: Holstein-Stadion , Kiel Toeschouwers: 12.801 Scheidsrechter: Frank Willenborg |
| zo. 29 oktober 2023 13.30 |               |               |                         | Stadion: Holstein-Stadion , Kiel Toeschouwers: 12.801 Scheidsrechter: Frank Willenborg |
|                           |               |               |                         |                                                                                        |

### Speelronde 12
|                           |               |               |               |                                                                                        |
| za. 4 november 2023 13.00 | VfL Osnabrück | 1 - 1 (0 - 0) | Holstein Kiel | Stadion: Bremer Brücke, Osnabrück Toeschouwers: 15.456 Scheidsrechter: Patrick Ittrich |
| za. 4 november 2023 13.00 | Gnaase 55'    | Verslag       | 90+4' Pichler | Stadion: Bremer Brücke, Osnabrück Toeschouwers: 15.456 Scheidsrechter: Patrick Ittrich |
| za. 4 november 2023 13.00 |               |               |               | Stadion: Bremer Brücke, Osnabrück Toeschouwers: 15.456 Scheidsrechter: Patrick Ittrich |
| za. 4 november 2023 13.00 |               |               |               | Stadion: Bremer Brücke, Osnabrück Toeschouwers: 15.456 Scheidsrechter: Patrick Ittrich |
|                           |               |               |               |                                                                                        |

Bijzonderheden:
- Holstein-huurling Kwasi Wriedt stond in de aanval bij VfL Osnabrück.

### Speelronde 13
|                            |                                                  |                |                         |                                                                                    |
| za. 11 november 2023 13.00 | Holstein Kiel                                    | 4 - 2 (1 - 0)  | Hamburger SV            | Stadion: Holstein-Stadion, Kiel Toeschouwers: 15.034 Scheidsrechter: Deniz Aytekin |
| za. 11 november 2023 13.00 | Skrzybski 20' Pichler 57' Porath 83' Sterner 88' | Verslag, Video | 71' Glatzel 80' Glatzel | Stadion: Holstein-Stadion, Kiel Toeschouwers: 15.034 Scheidsrechter: Deniz Aytekin |
| za. 11 november 2023 13.00 |                                                  |                |                         | Stadion: Holstein-Stadion, Kiel Toeschouwers: 15.034 Scheidsrechter: Deniz Aytekin |
| za. 11 november 2023 13.00 |                                                  |                |                         | Stadion: Holstein-Stadion, Kiel Toeschouwers: 15.034 Scheidsrechter: Deniz Aytekin |
|                            |                                                  |                |                         |                                                                                    |

Bijzonderheden:
- Robert Glatzel van Hamburger SV maakte zijn tiende competitiedoelpunt van dit seizoen.

### Speelronde 14
|                            |                      |               |                                 | |
| zo. 26 november 2023 13.30 | 1. FC Kaiserslautern | 0 - 3 (0 - 2) | Holstein Kiel                   | Stadion: Fritz-Walter-Stadion , Kaiserslautern Toeschouwers: 38.367 Scheidsrechter: Bastian Dankert |
| zo. 26 november 2023 13.30 |                      | Verslag       | 16' Pichler 44' Arp 58' Pichler | Stadion: Fritz-Walter-Stadion , Kaiserslautern Toeschouwers: 38.367 Scheidsrechter: Bastian Dankert |
| zo. 26 november 2023 13.30 |                      |               |                                 | Stadion: Fritz-Walter-Stadion , Kaiserslautern Toeschouwers: 38.367 Scheidsrechter: Bastian Dankert |
| zo. 26 november 2023 13.30 |                      |               |                                 | Stadion: Fritz-Walter-Stadion , Kaiserslautern Toeschouwers: 38.367 Scheidsrechter: Bastian Dankert |
|                            |                      |               |                                 | |

Bijzonderheden:
- Patrick Erras maakte zijn comeback na weken niet te hebben kunnen spelen wegens een gebroken teen.

### Speelronde 15
|                           |                                        |                |                                 |                                                                                  |
| za. 2 december 2023 13.00 | Holstein Kiel                          | 3 - 2 (2 - 0)  | Wehen Wiesbaden                 | Stadion: Holstein-Stadion, Kiel Toeschouwers: 10.754 Scheidsrechter: Patrick Alt |
| za. 2 december 2023 13.00 | Skrzybski (pen) 19' Arp 37' Porath 58' | Verslag, Video | 81' Prtajin 90+3' Prtajin (pen) | Stadion: Holstein-Stadion, Kiel Toeschouwers: 10.754 Scheidsrechter: Patrick Alt |
| za. 2 december 2023 13.00 |                                        |                |                                 | Stadion: Holstein-Stadion, Kiel Toeschouwers: 10.754 Scheidsrechter: Patrick Alt |
| za. 2 december 2023 13.00 |                                        |                |                                 | Stadion: Holstein-Stadion, Kiel Toeschouwers: 10.754 Scheidsrechter: Patrick Alt |
|                           |                                        |                |                                 |                                                                                  |

### Speelronde 16
|                            |                    |               |               |                                                                                                 |
| zo. 10 december 2023 13.30 | Fortuna Düsseldorf | 0 - 1 (0 - 1) | Holstein Kiel | Stadion: Merkur Spiel-Arena, Düsseldorf Toeschouwers: 31.042 Scheidsrechter: Florian Badstübner |
| zo. 10 december 2023 13.30 |                    | Verslag       | 18' Holtby    | Stadion: Merkur Spiel-Arena, Düsseldorf Toeschouwers: 31.042 Scheidsrechter: Florian Badstübner |
| zo. 10 december 2023 13.30 |                    |               |               | Stadion: Merkur Spiel-Arena, Düsseldorf Toeschouwers: 31.042 Scheidsrechter: Florian Badstübner |
| zo. 10 december 2023 13.30 |                    |               |               | Stadion: Merkur Spiel-Arena, Düsseldorf Toeschouwers: 31.042 Scheidsrechter: Florian Badstübner |
|                            |                    |               |               |                                                                                                 |

Bijzonderheden:
- In de 14e minuut werd een rode kaart voor Felix Klaus van Fortuna Düsseldorf door het ingrijpen van de VAR omgezet naar een gele kaart.

### Speelronde 17
|                            |                            |                |                       |                                                                                    |
| za. 16 december 2023 20.30 | Holstein Kiel              | 3 - 0 (3 - 0)  | Hannover 96           | Stadion: Holstein-Stadion, Kiel Toeschouwers: 13.902 Scheidsrechter: Florian Exner |
| za. 16 december 2023 20.30 | Becker 25' Arp 27' Arp 45' | Verslag, Video | 57'+ 66' Christiansen | Stadion: Holstein-Stadion, Kiel Toeschouwers: 13.902 Scheidsrechter: Florian Exner |
| za. 16 december 2023 20.30 |                            |                |                       | Stadion: Holstein-Stadion, Kiel Toeschouwers: 13.902 Scheidsrechter: Florian Exner |
| za. 16 december 2023 20.30 |                            |                |                       | Stadion: Holstein-Stadion, Kiel Toeschouwers: 13.902 Scheidsrechter: Florian Exner |
|                            |                            |                |                       |                                                                                    |

### Speelronde 18
|                           |               |               |                           |                                                                                     |
| vr. 19 januari 2023 18.30 | Holstein Kiel | 1 - 2 (1 - 1) | Eintracht Braunschweig    | Stadion: Holstein-Stadion, Kiel Toeschouwers: 15.034 Scheidsrechter: Tobias Stieler |
| vr. 19 januari 2023 18.30 | Skrzybski 11' | Verslag       | 43' Kaufmann 56' Philippe | Stadion: Holstein-Stadion, Kiel Toeschouwers: 15.034 Scheidsrechter: Tobias Stieler |
| vr. 19 januari 2023 18.30 |               |               |                           | Stadion: Holstein-Stadion, Kiel Toeschouwers: 15.034 Scheidsrechter: Tobias Stieler |
| vr. 19 januari 2023 18.30 |               |               |                           | Stadion: Holstein-Stadion, Kiel Toeschouwers: 15.034 Scheidsrechter: Tobias Stieler |
|                           |               |               |                           |                                                                                     |

### Speelronde 19
|                           |                     |               |               |                                                                                        |
| zo. 28 januari 2023 13.30 | Greuther Fürth      | 2 - 1 (0 - 0) | Holstein Kiel | Stadion: Sportpark Ronhof, Fürth Toeschouwers: 11.008 Scheidsrechter: Alexander Sather |
| zo. 28 januari 2023 13.30 | Sieb 59' Hrgota 75' | Verslag       | 64' Erras     | Stadion: Sportpark Ronhof, Fürth Toeschouwers: 11.008 Scheidsrechter: Alexander Sather |
| zo. 28 januari 2023 13.30 |                     |               |               | Stadion: Sportpark Ronhof, Fürth Toeschouwers: 11.008 Scheidsrechter: Alexander Sather |
| zo. 28 januari 2023 13.30 |                     |               |               | Stadion: Sportpark Ronhof, Fürth Toeschouwers: 11.008 Scheidsrechter: Alexander Sather |
|                           |                     |               |               |                                                                                        |

Bijzonderheden:
- Alexander Bernhardsson maakte zijn debuut;
- Tom Rothe kreeg zijn vijfde gele kaart waardoor er een wedstrijd schorsing volgde.

### Speelronde 20
|                           |                |               |               |                                                                                     |
| vr. 2 februari 2023 18.30 | 1.FC Magdeburg | 1 - 1 (0 - 1) | Holstein Kiel | Stadion: MDCC-Arena, Magdeburg Toeschouwers: 20.097 Scheidsrechter: Florian Lechner |
| vr. 2 februari 2023 18.30 | Kuhinja 90+5'  | Verslag       | 27' Becker    | Stadion: MDCC-Arena, Magdeburg Toeschouwers: 20.097 Scheidsrechter: Florian Lechner |
| vr. 2 februari 2023 18.30 |                |               |               | Stadion: MDCC-Arena, Magdeburg Toeschouwers: 20.097 Scheidsrechter: Florian Lechner |
| vr. 2 februari 2023 18.30 |                |               |               | Stadion: MDCC-Arena, Magdeburg Toeschouwers: 20.097 Scheidsrechter: Florian Lechner |
|                           |                |               |               |                                                                                     |

Bijzonderheden:
- In de 55e minuut mistte Luc Castaignos van 1. FC Magdeburg een strafschop;
- Eerste wedstrijd van Mikkel Kirkeskov na zijn terugkeer naar Holstein Kiel;
- Lewis Holtby kreeg zijn vijfde gele kaart waardoor er een wedstrijd schorsing volgde.

### Speelronde 21
|                            |               |                |            |                                                                                   |
| zo. 11 februari 2023 13.30 | Holstein Kiel | 1 - 0 (0 - 0)  | Schalke 04 | Stadion: Holstein-Stadion, Kiel Toeschouwers: 14.500 Scheidsrechter: Arne Aarnink |
| zo. 11 februari 2023 13.30 | Skrzybski 55' | Verslag, Video |            | Stadion: Holstein-Stadion, Kiel Toeschouwers: 14.500 Scheidsrechter: Arne Aarnink |
| zo. 11 februari 2023 13.30 |               |                |            | Stadion: Holstein-Stadion, Kiel Toeschouwers: 14.500 Scheidsrechter: Arne Aarnink |
| zo. 11 februari 2023 13.30 |               |                |            | Stadion: Holstein-Stadion, Kiel Toeschouwers: 14.500 Scheidsrechter: Arne Aarnink |
|                            |               |                |            |                                                                                   |

Bijzonderheden:
- Niklas Niehoff maakte zijn debuut.

### Speelronde 22
|                            |              |               |                                                    |                                                                                        |
| za. 17 februari 2023 13.00 | SC Paderborn | 0 - 4 (0 - 2) | Holstein Kiel                                      | Stadion: Home Deluxe Arena, Paderborn Toeschouwers: 12.852 Scheidsrechter: Patrick Alt |
| za. 17 februari 2023 13.00 | 90+1' Ens    | Verslag       | 16' Porath 33' Skrzybski 52' Schulz 90+10' Niehoff | Stadion: Home Deluxe Arena, Paderborn Toeschouwers: 12.852 Scheidsrechter: Patrick Alt |
| za. 17 februari 2023 13.00 |              |               |                                                    | Stadion: Home Deluxe Arena, Paderborn Toeschouwers: 12.852 Scheidsrechter: Patrick Alt |
| za. 17 februari 2023 13.00 |              |               |                                                    | Stadion: Home Deluxe Arena, Paderborn Toeschouwers: 12.852 Scheidsrechter: Patrick Alt |
|                            |              |               |                                                    |                                                                                        |

Bijzonderheden:
- Niklas Niehoff maakte zijn eerste doelpunt in het shirt van Holstein Kiel.

### Speelronde 23
|                            |                                       |                |                                                   |                                                                                          |
| vr. 23 februari 2024 18.30 | Holstein Kiel                         | 3 - 4 (0 - 3)  | FC St. Pauli                                      | Stadion: Holstein-Stadion, Kiel Toeschouwers: 15.034 Scheidsrechter: Matthias Jöllenbeck |
| vr. 23 februari 2024 18.30 | Machino 53' Mees 65' Bernhardsson 82' | Verslag, Video | 10' Afolayan 34' Hartel 36' Afolayan 57' Metcalfe | Stadion: Holstein-Stadion, Kiel Toeschouwers: 15.034 Scheidsrechter: Matthias Jöllenbeck |
| vr. 23 februari 2024 18.30 |                                       |                |                                                   | Stadion: Holstein-Stadion, Kiel Toeschouwers: 15.034 Scheidsrechter: Matthias Jöllenbeck |
| vr. 23 februari 2024 18.30 |                                       |                |                                                   | Stadion: Holstein-Stadion, Kiel Toeschouwers: 15.034 Scheidsrechter: Matthias Jöllenbeck |
|                            |                                       |                |                                                   |                                                                                          |

Bijzonderheden:
- Alexander Bernhardsson maakte zijn eerste doelpunt voor Holstein Kiel.

### Speelronde 24
|                        |                             |               |                               |                                                                                       |
| vr. 1 maart 2024 18.30 | Hertha BSC                  | 2 - 2 (2 - 0) | Holstein Kiel                 | Stadion: Olympiastadion, Berlijn Toeschouwers: 46.835 Scheidsrechter: Bastian Dankert |
| vr. 1 maart 2024 18.30 | Tabaković 17' Tabaković 45' | Verslag       | 81' Porath 90+8' (pen) Becker | Stadion: Olympiastadion, Berlijn Toeschouwers: 46.835 Scheidsrechter: Bastian Dankert |
| vr. 1 maart 2024 18.30 |                             |               |                               | Stadion: Olympiastadion, Berlijn Toeschouwers: 46.835 Scheidsrechter: Bastian Dankert |
| vr. 1 maart 2024 18.30 |                             |               |                               | Stadion: Olympiastadion, Berlijn Toeschouwers: 46.835 Scheidsrechter: Bastian Dankert |
|                        |                             |               |                               |                                                                                       |

Bijzonderheden:
- Philipp Sander kreeg zijn vijfde gele kaart waardoor er een wedstrijd schorsing volgde.

### Speelronde 25
|                        |               |               |               |                                                                                    |
| za. 9 maart 2024 13.00 | Holstein Kiel | 1 - 0 (0 - 0) | Karlsruher SC | Stadion: Holstein-Stadion, Kiel Toeschouwers: 15.034 Scheidsrechter: Florian Exner |
| za. 9 maart 2024 13.00 | Holtby 57'    | Verslag       |               | Stadion: Holstein-Stadion, Kiel Toeschouwers: 15.034 Scheidsrechter: Florian Exner |
| za. 9 maart 2024 13.00 |               |               |               | Stadion: Holstein-Stadion, Kiel Toeschouwers: 15.034 Scheidsrechter: Florian Exner |
| za. 9 maart 2024 13.00 |               |               |               | Stadion: Holstein-Stadion, Kiel Toeschouwers: 15.034 Scheidsrechter: Florian Exner |
|                        |               |               |               |                                                                                    |

Bijzonderheden:
- Benedikt Pichler maakte zijn comeback na een langdurige liesblessure. Zijn laatste wedstrijd was op 2 december 2023.

### Speelronde 26
|                         |               |               |                        | |
| za. 16 maart 2024 13.00 | SV Elversberg | 0 - 2 (0 - 1) | Holstein Kiel          | Stadion: Ursapharm-Arena an der Kaiserlinde, Spiesen-Elversberg Toeschouwers: 8.184 Scheidsrechter: Tom Bauer |
| za. 16 maart 2024 13.00 |               | Verslag       | 39' Machino 49' Sander | Stadion: Ursapharm-Arena an der Kaiserlinde, Spiesen-Elversberg Toeschouwers: 8.184 Scheidsrechter: Tom Bauer |
| za. 16 maart 2024 13.00 |               |               |                        | Stadion: Ursapharm-Arena an der Kaiserlinde, Spiesen-Elversberg Toeschouwers: 8.184 Scheidsrechter: Tom Bauer |
| za. 16 maart 2024 13.00 |               |               |                        | Stadion: Ursapharm-Arena an der Kaiserlinde, Spiesen-Elversberg Toeschouwers: 8.184 Scheidsrechter: Tom Bauer |
|                         |               |               |                        | |

### Speelronde 27
|                         |                         |                |               |                                                                                   |
| za. 30 maart 2024 13.00 | Holstein Kiel           | 2 - 0 (1 - 0)  | Hansa Rostock | Stadion: Holstein-Stadion, Kiel Toeschouwers: 14.712 Scheidsrechter: Florian Heft |
| za. 30 maart 2024 13.00 | Skrzybski 3' Holtby 57' | Verslag, Video |               | Stadion: Holstein-Stadion, Kiel Toeschouwers: 14.712 Scheidsrechter: Florian Heft |
| za. 30 maart 2024 13.00 |                         |                |               | Stadion: Holstein-Stadion, Kiel Toeschouwers: 14.712 Scheidsrechter: Florian Heft |
| za. 30 maart 2024 13.00 |                         |                |               | Stadion: Holstein-Stadion, Kiel Toeschouwers: 14.712 Scheidsrechter: Florian Heft |
|                         |                         |                |               |                                                                                   |

Bijzonderheden:
- Fiete Arp maakte zijn comeback na een langdurige blessure. Zijn laatste wedstrijd was op 19 januari;
- Finn Porath kreeg zijn vijfde gele kaart waardoor er een wedstrijd schorsing volgde.

### Speelronde 28
|                        |                |               |                                                     |                                                                                            |
| za. 6 april 2024 13.00 | 1. FC Nürnberg | 0 - 4 (0 - 3) | Holstein Kiel                                       | Stadion: Max-Morlock-Stadion, Nürnberg Toeschouwers: 31.961 Scheidsrechter: Richard Hempel |
| za. 6 april 2024 13.00 | 5'+ 12' Hungbo | Verslag       | 20' Ivezić 34' Machino 43' Bernhardsson 79' Remberg | Stadion: Max-Morlock-Stadion, Nürnberg Toeschouwers: 31.961 Scheidsrechter: Richard Hempel |
| za. 6 april 2024 13.00 |                |               |                                                     | Stadion: Max-Morlock-Stadion, Nürnberg Toeschouwers: 31.961 Scheidsrechter: Richard Hempel |
| za. 6 april 2024 13.00 |                |               |                                                     | Stadion: Max-Morlock-Stadion, Nürnberg Toeschouwers: 31.961 Scheidsrechter: Richard Hempel |
|                        |                |               |                                                     |                                                                                            |

Bijzonderheden:
- Marko Ivezić maakte zijn eerste doelpunt in het shirt van Holstein Kiel.

### Speelronde 29
|                         |                                                     |               |               |                                                                                |
| za. 13 april 2024 13.00 | Holstein Kiel                                       | 4 - 0 (2 - 0) | VfL Osnabrück | Stadion: Holstein-Stadion, Kiel Toeschouwers: 15.034 Scheidsrechter: Max Burda |
| za. 13 april 2024 13.00 | Skrzybski 9' Sander 38' Becker 76' Bernhardsson 84' |               |               | Stadion: Holstein-Stadion, Kiel Toeschouwers: 15.034 Scheidsrechter: Max Burda |
| za. 13 april 2024 13.00 |                                                     |               |               | Stadion: Holstein-Stadion, Kiel Toeschouwers: 15.034 Scheidsrechter: Max Burda |
| za. 13 april 2024 13.00 |                                                     |               |               | Stadion: Holstein-Stadion, Kiel Toeschouwers: 15.034 Scheidsrechter: Max Burda |
|                         |                                                     |               |               |                                                                                |

Bijzonderheden:
- Steven Skrzybski maakte zijn 10e competitiedoelpunt van het seizoen.

### Speelronde 30
|                         |              |                |                           |                                                                                          |
| za. 20 april 2024 20.30 | Hamburger SV | 0 - 1 (0 - 0)  | Holstein Kiel             | Stadion: Volksparkstadion, Hamburg Toeschouwers: 57.000 Scheidsrechter: Sascha Stegemann |
| za. 20 april 2024 20.30 |              | Verslag, Video | 68' Rothe 72'+ 73' Holtby | Stadion: Volksparkstadion, Hamburg Toeschouwers: 57.000 Scheidsrechter: Sascha Stegemann |
| za. 20 april 2024 20.30 |              |                |                           | Stadion: Volksparkstadion, Hamburg Toeschouwers: 57.000 Scheidsrechter: Sascha Stegemann |
| za. 20 april 2024 20.30 |              |                |                           | Stadion: Volksparkstadion, Hamburg Toeschouwers: 57.000 Scheidsrechter: Sascha Stegemann |
|                         |              |                |                           |                                                                                          |

Bijzonderheden:
- Finn Porath speelde zijn 150e officiële wedstrijd voor Holstein Kiel.

### Speelronde 31
|                         |                  |                |                                    |                                                                                         |
| za. 27 april 2024 13.00 | Holstein Kiel    | 1 - 3 (1 - 2)  | 1. FC Kaiserslautern               | Stadion: Holstein-Stadion, Kiel Toeschouwers: 15.034 Scheidsrechter: Florian Badstübner |
| za. 27 april 2024 13.00 | Bernhardsson 25' | Verslag, Video | 13' Hanslik 45+4' Kaloč 83' Ritter | Stadion: Holstein-Stadion, Kiel Toeschouwers: 15.034 Scheidsrechter: Florian Badstübner |
| za. 27 april 2024 13.00 |                  |                |                                    | Stadion: Holstein-Stadion, Kiel Toeschouwers: 15.034 Scheidsrechter: Florian Badstübner |
| za. 27 april 2024 13.00 |                  |                |                                    | Stadion: Holstein-Stadion, Kiel Toeschouwers: 15.034 Scheidsrechter: Florian Badstübner |
|                         |                  |                |                                    |                                                                                         |

Bijzonderheden:
- Voormalig speler van Holstein Kiel Daniel Hanslik scoorde tegen zijn oude club.

### Speelronde 32
|                      |                 |               |               |                                                                                   |
| zo. 5 mei 2024 13.30 | Wehen Wiesbaden | 0 - 1 (0 - 0) | Holstein Kiel | Stadion: Brita-Arena, Wiesbaden Toeschouwers: 10.112 Scheidsrechter: Felix Zwayer |
| zo. 5 mei 2024 13.30 |                 | Verslag,      | 65' Becker    | Stadion: Brita-Arena, Wiesbaden Toeschouwers: 10.112 Scheidsrechter: Felix Zwayer |
| zo. 5 mei 2024 13.30 |                 |               |               | Stadion: Brita-Arena, Wiesbaden Toeschouwers: 10.112 Scheidsrechter: Felix Zwayer |
| zo. 5 mei 2024 13.30 |                 |               |               | Stadion: Brita-Arena, Wiesbaden Toeschouwers: 10.112 Scheidsrechter: Felix Zwayer |
|                      |                 |               |               |                                                                                   |

### Speelronde 33
|                       |               |                |                    |                                                                                     |
| za. 11 mei 2024 20.30 | Holstein Kiel | 1 - 1 (1 - 0)  | Fortuna Düsseldorf | Stadion: Holstein-Stadion, Kiel Toeschouwers: 15.034 Scheidsrechter: Sven Jablonski |
| za. 11 mei 2024 20.30 | Pichler 2'    | Verslag, Video | 70' Tzolis (pen)   | Stadion: Holstein-Stadion, Kiel Toeschouwers: 15.034 Scheidsrechter: Sven Jablonski |
| za. 11 mei 2024 20.30 |               |                |                    | Stadion: Holstein-Stadion, Kiel Toeschouwers: 15.034 Scheidsrechter: Sven Jablonski |
| za. 11 mei 2024 20.30 |               |                |                    | Stadion: Holstein-Stadion, Kiel Toeschouwers: 15.034 Scheidsrechter: Sven Jablonski |
|                       |               |                |                    |                                                                                     |

Bijzonderheden:
- Door het gelijke spel was Holstein Kiel zeker van promotie naar de Bundesliga omdat ze niet meer door nummer 3 (Fortuna Düsseldorf) te achterhalen zijn.

### Speelronde 34
|                       |             |                |                      |                                                                                    |
| zo. 19 mei 2024 15.30 | Hannover 96 | 1 - 2 (0 - 2)  | Holstein Kiel        | Stadion: HDI-Arena, Hannover Toeschouwers: 49.500 Scheidsrechter: Alexander Sather |
| zo. 19 mei 2024 15.30 | Schaub 78'  | Verslag, Video | 26' Holtby 32' Rothe | Stadion: HDI-Arena, Hannover Toeschouwers: 49.500 Scheidsrechter: Alexander Sather |
| zo. 19 mei 2024 15.30 |             |                |                      | Stadion: HDI-Arena, Hannover Toeschouwers: 49.500 Scheidsrechter: Alexander Sather |
| zo. 19 mei 2024 15.30 |             |                |                      | Stadion: HDI-Arena, Hannover Toeschouwers: 49.500 Scheidsrechter: Alexander Sather |
|                       |             |                |                      |                                                                                    |

Arminia Bielefeld ·
VfL Bochum · 
Eintracht Braunschweig ·
Darmstadt 98 ·
Dynamo Dresden ·
Fortuna Düsseldorf ·
SV Elversberg ·
Greuther Fürth ·
Hannover 96 ·
Hertha BSC · 
1. FC Kaiserslautern ·
Karlsruher SC ·
Holstein Kiel ·
1. FC Magdeburg ·
SC Preußen Münster ·
1. FC Nürnberg ·
SC Paderborn ·
FC Schalke 04 ·